# Pedro de Medina
Pietro da Medina (1493 – Siviglia, 1567) è stato un cosmografo e cartografo spagnolo.

## Biografia

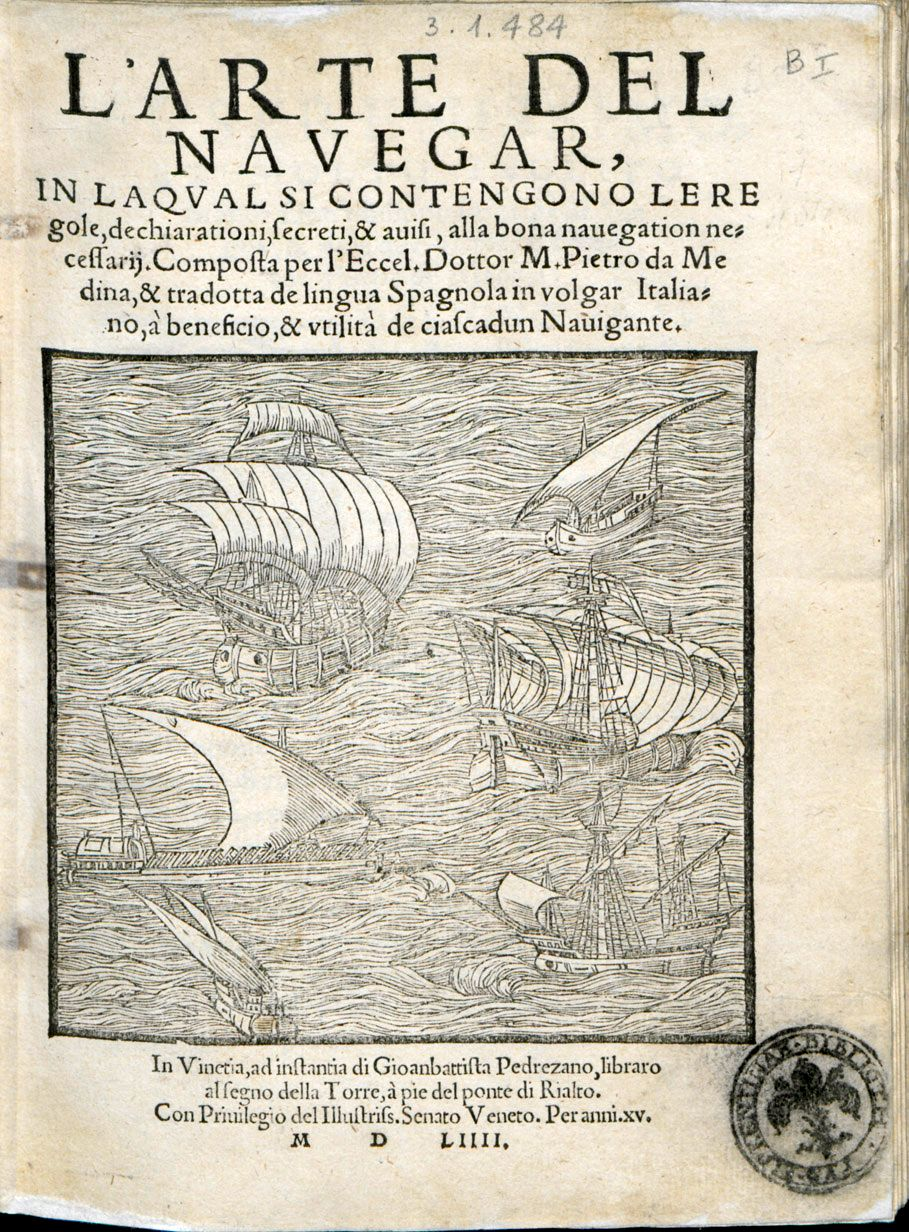
Arte de navegar, 1554

Scrisse il volume Arte del navegar, pubblicato a Valladolid nel 1545. Fu il primo manuale di navigazione con la bussola, contenente mappe xilografate e istruzioni sull'uso dell'astrolabio. Il libro venne tradotto anche in italiano volgare, ad opera del frate Vincenzo Paletino da Corzula, e stampato a Venezia nel 1554.

## Opere
- Arte de navegar, Venezia, Giovanni Battista Pederzano, 1554.